# Văn Thù Quảng Pháp Thiên Tôn
Văn Thù Quảng Pháp Thiên Tôn (文殊广法天尊; 文殊廣法天尊; Wénshū Guǎngfǎ Tiānzūn) là một nhân vật trong tiểu thuyết Phong thần diễn nghĩa của Hứa Trọng Lâm,được cho là Là Phỏng theo Văn-thù-sư-lợi
Quảng Pháp Thiên Tôn là đệ tử của Nguyên Thủy Thiên Tôn và là một trong Côn Luân 12 Tiên. Nhân vật này được cho là có nguồn gốc từ Bồ tát Mañjuśrī. Tuy nhiên, hai cuốn sách Qunxian Xianpo Tianmen và Western Tang Dynasty Biography lại cho rằng Văn Thù Quảng Pháp Thiên Tôn và Bồ tát Văn-thù-sư-lợi là hai nhân vật khác nhau.

## TrongPhong thần diễn nghĩa
Trong Phong thần diễn nghĩa, Văn Thù Quảng Pháp Thiên Tôn là một vị tiên sống tại động Vân Nghê, núi Ngũ Long và là sư phụ của Kim Tra, con trai đầu lòng của Lý Tịnh. Trong Xiển giáo, Văn Thù Quảng Pháp Thiên Tôn dường như là sư huynh của Thái Ất chân nhân, sư phụ của Na Tra.
Văn Thù Quảng Pháp Thiên Tôn xuất hiện lần đầu tiên sau một trận đấu giữa Na Tra và Mộc Tra, dưới sự sắp đặt của Thái Ất chân nhân để dạy cho Na Tra một bài học.
Trong chiến tranh Chu-Thương, Văn Thù Quảng Pháp Thiên Tôn đã bắt lấy Vương Ma, phá giải Thiên Tuyệt Trận của Tần Hoàn, trong Vạn Tiên Trận bắt lấy Cầu Thủ Tiên (nguyên hình là sư tử xanh) làm tọa kỵ, cùng các tiên Xiển giáo đại chiến Kim Linh Thánh Mẫu.
Có nhiều độc giả Suy đoán rằng  Văn Thù Quảng Pháp Thiên Tôn quy y Tây Phương Giáo (dựa trên Phật giáo), trở thành Văn Thù Bồ tát,nhưng chỉ đó chỉ dừng Lại ở Suy đoán